# Paul Gorgulov
Paul Gorgulov   (Labinsk, 29 de juny de 1895 - 14è districte de París, 14 de setembre de 1932) nascut com Pàvel Timoféievitx Gorgulov (rus: Павел Тимофеевич Горгулов), fou un ciutadà rus que va assassinar el president francès Paul Doumer disparant-li mortalment durant una fira del llibre celebrada a l'Hôtel Salomon de Rothschild, a París, el 6 de maig del 1932.

## Biografia
Gorguloff va néixer a Labinskaya, situada a la regió del Kuban, a Rússia. Va iniciar els estudis de medicina abans de participar en la Primera Guerra Mundial, durant la qual va resultar greument ferit al cap. En el context de la Revolució Russa de 1917, va lluitar amb l'Exèrcit Blanc Rus contra les forces bolxevics. Posteriorment, es va exiliar a Praga, a Txecoslovàquia, on va completar la seva formació mèdica. No obstant això, va ser expulsat del país per practicar avortaments, una activitat considerada il·legal en aquell moment.
Gorguloff es va establir primer a París i posteriorment a Niça, on, l'any 1931, va ser novament descobert exercint la medicina de manera il·legal i amenaçat amb l'expulsió. Davant d'aquesta situació, va sol·licitar un permís de residència a Mònaco, que li fou concedit, i hi va residir fins al 4 de maig del 1932.

## Ideologia
Gorguloff adheria a un sistema de creences esotèric, centrat en una visió idealitzada de l'antiga cultura escita de les estepes, combinada amb principis agraristes i un fort component d'ultranacionalisme. La major part del que es coneix sobre la ideologia de Gorguloff prové dels escrits que va redactar durant la seva estada a París. En una de les seves obres, titulada The National Peasant's, exposa el seu projecte de govern ideal per a Rússia: un règim totalitari controlat per un partit verd fortament militaritzat, encapçalat per un “dictador verd”, figura que recorda el Führerprinzip del nacionalsocialisme alemany. Gorguloff era un defensor entusiasta del feixisme, i el seu pensament es considera una forma primitiva del que avui s'anomena ecofeixisme —una ideologia que fusiona nacionalisme extrem amb discursos sobre la terra, la pagesia i l'ordre natural. El seu darrer llibre, trobat per la policia en el moment de la seva detenció, portava per títol Memòries del Dr. Pavel Gorgulov, president Suprem del Partit Polític dels Feixistes Russos, que va matar el president de la República. Era un supremacista rus convençut, partidari d'una Rússia exclusivament ètnica i ortodoxa. Rebutjava com a ciutadans legítims tant els no russos com aquells que no professaven la fe ortodoxa, amb un antisemitisme especialment virulent. Adheria plenament a la teoria conspirativa judeo-bolxevic, que atribuïa als jueus la responsabilitat de la Revolució Russa i dels mals del comunisme. Malgrat el seu radical antisocialisme, també menyspreava el monarquisme i el capitalisme liberal, als quals considerava enemics de la pagesia i de l'ànima russa. En gran part de la seva obra poètica, Gorguloff exalça una visió mitificada de la Rússia salvatge i primitiva, a la qual atribueix la continuïtat espiritual de la civilització escita. Considerava que Rússia, com a dipositària d'una suposada “espiritualitat primitiva”, tenia la missió històrica de derrotar la civilització occidental, que ell percebia com decadent, corrupta i profundament desconnectada de les arrels naturals i tradicionals de la humanitat. En aquest contrast, oposava el món modern —urbà, racionalista i industrialitzat— a una Rússia essencialment agrària.

## Assassinat de Paul Doumer

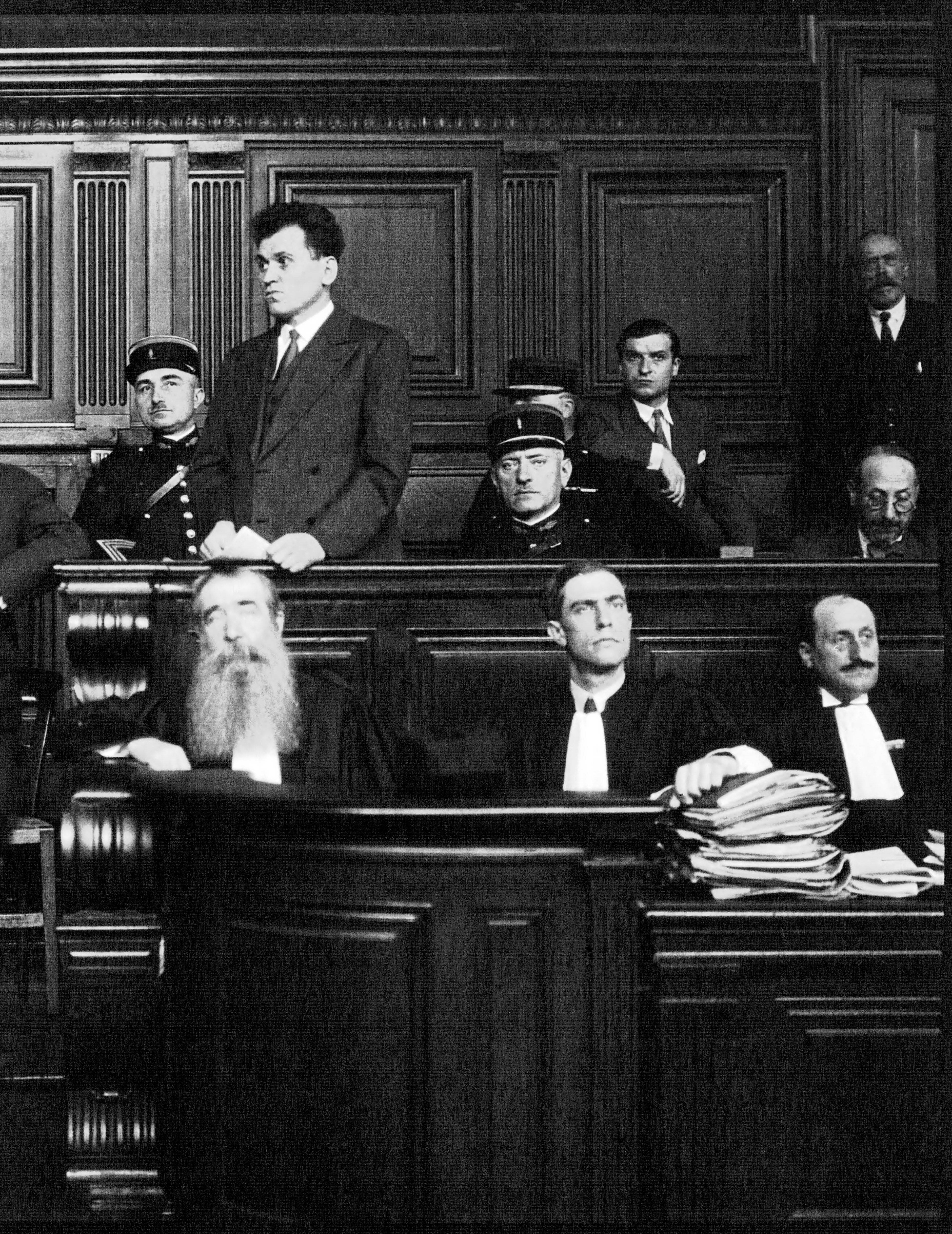
Gorguloff (dret) durant el seu judici a París, 1932

El 6 de maig del 1932, va tenir lloc una fira del llibre a l'Hôtel Salomon de Rothschild, a París, amb la presència del president de la República Francesa, Paul Doumer.
Gorguloff va arribar a l'Hôtel Salomon de Rothschild portant amagat un revòlver Browning FN Model 1910. Un cop dins, es va apropar al president Paul Doumer per darrere, va treure l'arma i efectuà tres trets. Dues de les bales impactaren el president: una al clatell i l'altra a l'aixella dreta. Doumer va caure immediatament a terra i fou traslladat d'urgència a l'Hospital Beaujon de París, on morí l'endemà a causa de les ferides. Un dels escriptors presents a la fira, Claude Farrère, va intervenir ràpidament i, després d'una breu lluita, aconseguí retenir Gorguloff fins a l'arribada de la policia. Segons les declaracions posteriors del mateix Gorguloff, el seu mòbil per cometre l'assassinat fou la seva convicció que França havia traït Rússia perquè no suport al Moviment Blanc en la seva lluita contra el bolxevisme durant la guerra civil russa..
Gorguloff fou detingut immediatament després de l'atemptat i portat a judici davant del Tribunal d'Assise el 25 de juliol de 1932. El seu comportament durant el procés va cridar poderosament l'atenció, caracteritzat per constants interrupcions als testimonis i per declaracions delirants, com ara que havia organitzat viatges a la Lluna o que ell mateix era el segrestador del Lindbergh baby. Malgrat aquestes manifestacions, el tribunal va rebutjar la tesi d'una malaltia mental. Dos dies després de l'obertura del judici, el jurat el declarà culpable i el condemnà a mort, concloent que les seves accions no eren fruit d'una bogeria, sinó d'un fanatisme ideològic profund. El 20 d'agost, el Tribunal de Cassació —la màxima instància judicial de França— confirmà la sentència, desestimant definitivament la defensa per alienació mental. El 14 de setembre de 1932, Paul Gorguloff fou executat per guillotina al pati de la presó de La Santé, a París. Les seves darreres paraules, pronunciades en rus, van ser: "Россия, моя страна!" (“Rússia, el meu país!”). El seu cos fou enterrat al cementiri d'Ivry.
La pistola empleada en l'assassinat es conserva actualment al Musée des Collections Historiques de la Préfecture de Police de París.